# قصر لمكابر (لمعاضيد)
قصر لمكابر هو دُوَّار يقع بجماعة عرب صباح زيز، إقليم الرشيدية، جهة درعة تافيلالت في المملكة المغربية. ينتمي الدوّار لمشيخة لمعاضيد التي تضم 5 دواوير. يقدر عدد سكانه بـ 1289 نسمة حسب الإحصاء الرسمي للسكان والسكنى لسنة 2004.

## روابط خارجية
- البوابة الوطنية للجماعات الترابية نسخة محفوظة 12 مارس 2018 على موقع واي باك مشين.
- المندوبية السامية للتخطيط